# Nederlands instituut voor Zuidelijk Afrika
Het Nederlands instituut voor Zuidelijk Afrika (NiZA) was van 1997 tot 2012 een organisatie die zich in Nederland inzette voor de bevolking van landen in Zuidelijk Afrika. Het NiZA was gevestigd te Amsterdam. Sinds 2012 heet de organisatie ActionAid Nederland.

## Geschiedenis
Het Nederlands instituut voor Zuidelijk Afrika werd in 1997 gevormd door een fusie van drie organisaties die zich hadden beziggehouden met het bestrijden van apartheid en kolonialisme in landen in Zuidelijk Afrika (waaronder Zuid-Afrika, Angola en Mozambique):
- het Instituut Zuidelijk Afrika (IZA) (1994-1997), voortgekomen uit de Anti-Apartheids Beweging Nederland (AABN) (1971-1994);
- de Eduardo Mondlane Stichting (1969-1997);
- het Komitee Zuidelijk Afrika (KZA) (1977-1997), voortgekomen uit het Angola Comité (1961-1976).

De archieven van de genoemde organisaties zijn in 2008 door het NiZA overgedragen aan het Internationaal Instituut voor Sociale Geschiedenis (IISG) in Amsterdam. Hierbij bevond zich ook materiaal van bekende activisten, zoals Sietse Bosgra (Angola Comité/KZA), Conny Braam (AABN) en Klaas de Jonge.

## Aansluiting bij ActionAid
Na de afschaffing van de apartheid en na de dekolonisering van Zuidelijk Afrika, heeft het NiZA zijn aandachtsveld verbreed. In 2007 heeft het NiZA zich aangesloten bij de internationale solidariteitsorganisatie ActionAid. In april 2012 werd het NiZA een volle lidorganisatie van ActionAid International en heet sindsdien ActionAid Nederland. 